# Гвинејски залив
Велики Гвинејски залив је део Атлантског океана југозападно од Африке. Залив се сматра Центром света, јер кроз њега пролазе и екватор и Гринички меридијан.
Налази се уз обале држава Гана, Того, Бенин, Нигерија, Камерун, Екваторијална Гвинеја и Габон. Реке које утичу у Гвинејски залив: Нигер, Волта, и Конго.

## Име
Сматра се да је име Гвинеје локалног порекла, иако су специфичности спорне. Бовил (1995) даје детаљан опис:
За име Гвинеја се обично каже да је искварен облик имена Гана, који су Португалци преузели у Магребу. Садашњи писац то сматра неприхватљивим. Име Гвинеја је било у употреби у Магребу и у Европи дуго пре времена принца Хенрија. На пример, на мапи ђеновљанског картографа Ђованија ди Карињана коју је датирао око 1320. године, који је своје податке о Африци добио од једног сународника у Сијилмаси [древни трговачки град у Северној Африци], налази се Гунују, а у каталонском атласу из 1375. као Гинија. Одломак у Лео [Африканус] (том III, 822) указује на то да је Гвинеја била корумпирани облик Јене (град од 2000 година у централном Малију на реци Нигер), мање познат од Гане, али ипак много векова познат у Магрибу као велико тржиште и седиште учења. Релевантни пасус гласи: „Краљевство Гинеја... које су трговци наше нације звали Гениоа, њени природни становници Гени, Португалци и други народи Европе Гини“. Али чини се вероватнијим да Гвинеја потиче од aguinaou, берберског назива за црнца. Маракеш [град на југоистоку Марока] има капију, изграђену у дванаестом веку, названу Баб Агинау, капија црнаца. Модерна примена имена Гвинеја за обалу датира тек од 1481. Те године Португалци су изградили утврђење Сао Хорхе да Мина (данашња Елмина), на подручју Златне обале, а њиховом краљу Жоану II је дозволио папа Сикст II или Иноћентије VIII] да себе прогласи господаром Гвинеје, што је титула која је преживела до недавног изумирања монархије.

## Географија
Главна река која излива своје воде у залив је река Нигер.
Дате су различите дефиниције географских граница Гвинејског залива; Међународна хидрографска организација дефинише југозападни део Гвинејског залива као „Б линију од Кап Лопеза (0° 37′ S 8° 43′ E / 0.617° Ј; 8.717° И), у Габону, северозападно до Ихлеу Гаго Кутинхо (Ilhéu das Rôlas) (0° 01′ S 6° 32′ E / 0.017° Ј; 6.533° И); а одатле линија од Ихлеу Гаго Кутинхо на северозападу до рта Палмас (4° 22′ N 7° 44′ W / 4.367° С; 7.733° З), у Либерији.
- Стара француска карта Гвинејског залива
- Различите границе Гвинејског залива
- Сателитски снимци Гвинејског залива који показују границе држава на његовим обалама

### Острва у Гвинејском заливу
Гвинејски залив садржи низ острва, од којих су највећа у ланцу југозапад-североисток, чинећи део Ламерунске линије вулкана.
Анобон, такође познато као Пагалу или Пигалуа, је острво које је део Екваторијалне Гвинеје.
Острво Бобоваси је острво на западној обали Африке у Гвинејском заливу које је део Западног региона Гане.
Биоко је острво у Амбазонском региону Камеруна у Гвинејском заливу под суверенитетом Екваторијалне Гвинеје.
Кориско је острво које припада Екваторијалној Гвинеји.
Елобеј Гранд и Елобеј Чико су два мала острва која припадају Екваторијалној Гвинеји.
Сао Томе и Принсипе (званично Демократска Република Сао Томе и Принсипе) је острвска држава у Гвинејском заливу у којој се говори португалски и која је постала независна од Португалије 1975. Она се налази поред западне екваторијалне обале Африке и састоји се од два острва, Сао Томе и Принсипе. Она се налазе се на удаљености од око 140 km (87 mi) и око 250 and 225 km (155 and 140 mi), од северозападне обале Габона. Оба острва су део угашеног вулканског планинског ланца. Сао Томе, повеће јужно острво, налази се северно од екватора.

## Поморска безбедност
Поморску безбедност у Гвинејском заливу пружа 18 суверених држава. Вишеструки институционални мандати се баве поморском безбедношжу у Гвинејском заливу: Економска заједница западноафричких држава (ECOWAS) и Економска заједница централноафричких држава (ECCAS). Поред тога, поморском безбедности у Гвинејском заливу такође се бави Комисија Гвинејског залива (GGC). Поморску безбедност у Гвинејском заливу карактерише не само пиратерија, већ и безброј поморских злочина упркос томе што пиратерија често доминира разговором о поморској безбедности. Према „Приоритетном документу за данске напоре у борби против пиратерија и других врста поморског криминала 2019-2022“, пиратерија и поморски злочин су дефинисани на следећи начин:
Пиратство се може дефинисати као било који незаконит чин насиља, притвора или пљачке почињен у приватне сврхе на отвореном мору против другог брода или авиона. Поморски злочин може укључити оружану пљачку на мору, трговину људима или кријумчарење недозвољене робе, дроге и оружја, илегалан риболов, крађа горива и друго.
Други значајни злочини у Гвинејском заливу су илегални риболов, киднаповање ради откупнине, трговина дрогом и бункерисање нафте. Незаконито складиштење нафте се састоји од напада на бродове који превозе нафту и пресипање нафте у сопствени брод лопова. Након тога се нафта продаје на домаћим и међународним тржиштима.
Киднаповање ради откупа један је од најраспрострањенијих поморских злочина у региону. Између 2018. и 2019. године, број чланова посаде киднапованих у Гвинејском заливу порастао је за 50%, што је довело до тога да регион чини 90% глобалних киднаповања на мору.